# Kana Ueda
Kana Ueda (植田佳奈, Ueda Kana), född 1980, är en japansk röstskådespelare. Hon är anställd av företaget I'm Enterprise Co., Ltd. (株式会社アイムエンタープライズ)

## Röstroller (i urval)

### Anime
- Cyborg 009 (Cyborg 001/Ivan Wisky)
- Gakuen Alice (Alice Academy) (Mikan Sakura)
- He Is My Master (Anna)
- Kashimashi: Girl Meets Girl (Hazumu Osaragi)
- Magical Girl Lyrical Nanoha A's (Hayate Yagami)
- Magical Girl Lyrical Nanoha StrikerS (Hayate Yagami)
- Majin Tantei Nōgami Neuro (Yako Katsuragi)
- Maria-sama ga Miteru, Maria-sama ga Miteru ~Haru~ (Yumi Fukuzawa)
- Petopeto-san (Hatoko "Petoko" Fujimura)
- Rental Magica (Honami Takase Ambler)
- Shigofumi: Letters from the Departed (Fumika)
- Telepathy Shōjo Ran (Midori Naha)

### Spel
- BlazBlue: Calamity Trigger (Rachel Alucard)
- Disgaea 2: Cursed Memories (Yukimaru)
- Ever 17: The Out of Infinity (Sara Matsunaga)
- Fate/stay night Réalta Nua (Rin Tōsaka)
- Fate/tiger colosseum (Rin Tōsaka)
- Enchanted Arms (Karin)
- Star Ocean: The First Departure (Eris/Elise Jerand)
- Gakuen Alice ~Kira Kira Memory Kiss~ ( 学園アリス−キラキラ☆メモリーキッス− , Gakuen Arisu -Kira Kira Memorī Kissu-) (Mikan Sakura)
- Summon Night: Swordcraft Story 2 (Air Colthearts)
- Summon Night Twin Age (Reha)

### Drama CD
- Gear Antique (The girl of ruby)
- Gakuen Alice Rabu Potion Chūiho! (Mikan Sakura)
- Gakuen Alice Mono Wasure Machine (Mikan Sakura)
- Gakuen Alice Chocolate Holic (Mikan Sakura)
- Vampire Knight (Sayori Wakaba)
- Keitai Shojo

### Internetradio
- Maria-sama ga Miteru (Yumi Fukuzawa)
- Fate/Stay Tune (Rin Tōsaka)

## Musik

### Singlar
- Over the FANTASY Utgivningsdatum: 5 december 2001
- Chikyū Merry-Go-Round (地球) Utgivningsdatum: 25 september 2003
- Pika Pika no Taiyo / Shiawase no Niji (ピカピカの太陽/幸せの虹) Utgivningsdatum: 22 december 2004. Anmärkning: Pika Pika no Taiyo är introt till Gakuen Alice och Shiawase no Niji är avslutningslåten för Gakuen Alice.

### Album
- Kana Iro (かないろ) Utgivningsdatum: 25 aug 2004
- Hayate the Combat Butler Character CD 6 - Sakuya Aizawa (愛沢咲夜, Aizawa Sakuya) Utgivningsdatum: 21 september 2007
- Fate/stay night - Rin Tōsaka Utgivningsdatum: 31 januari 2007